# Organopoda brevipalpis
Organopoda brevipalpis är en fjärilsart som beskrevs av Louis Beethoven Prout 1926. Organopoda brevipalpis ingår i släktet Organopoda och familjen mätare. Inga underarter finns listade i Catalogue of Life.